# Bindegewebsnaevus
Der Bindegewebsnaevus ist eine umschriebene Fehlbildung (Naevus) des Bindegewebes der Haut mit übermäßiger Bildung von kollagenen und elastischen Fasern. Überwiegt der Kollagenanteil spricht man von einem Kollagenom, bei überwiegend elastischen Fasern von einem Elastom.
Synonym Bindegewebsnävus; englisch shagreen patch
Die Erstbeschreibung stammt aus dem Jahre 1921 durch Felix Lewandowsky (zitiert nach C. Gutmann).

## Einteilung
Folgende Einteilung ist gebräuchlich:
- Naevus elasticus
- grobknotig-disseminierter Bindegewebsnaevus
- Lumbosakraler Bindegewebsnaevus
- Elastoma juvenile

## Vorkommen
Bindegewebsnaevi können isoliert oder im Rahmen von Syndromen wie Tuberöse Sklerose (Bourneville-Pringle) und Buschke-Ollendorff-Syndrom vorkommen.

## Behandlung
Je nach Ausmaß und Lokalisation kommen operative Entfernung oder Injektion von Steroiden infrage.